# Carlos Queiroz
Carlos Manuel Brito Leal de Queiroz, född 1 mars 1953 i Nampula i Portugisiska Östafrika (nuvarande Moçambique), är en portugisisk fotbollstränare som för närvarande är förbundskapten för Qatars herrlandslag. Han vann flera tränarpriser på juniornivå, och är den som ansetts hitta den portugisiska "gyllene generationen", vilken inkluderar spelarna Figo och Rui Costa. Queiroz har tidigare varit tränare för bland annat Real Madrid och som assisterande tränare för Manchester United.
Mellan 2008 och 2010 var han tränare för det portugisiska landslaget. Den 2 september 2010 blev han avstängd i sex månader från sitt jobb som tränare för Portugals landslag sedan en utredning kommit fram till att han hade förhindrat arbetet för ett anti-doping team inför sommarens VM-turnering. En vecka senare den 9 september, avskedades han.
Mellan 2011 och 2019 var Carlos Queiroz tränare för Irans landslag. I februari 2019 blev han klar som förbundskapten för Colombia. Den 8 september 2021 stod det klart att Queiroz tog över som ny förbundskapten för Egyptens landslag.